# 15203 Гришанін
15203 Гришанін (15203 Grishanin) — астероїд головного поясу, відкритий 26 вересня 1978 року.
Тіссеранів параметр щодо Юпітера — 3,479.